# Mohamed Boudiaf
Pour les articles homonymes, voir Boudiaf (homonymie).
Ne doit pas être confondu avec Mohamed Boudia.
Mohamed Boudiaf (en arabe : محمد بوضياف, en berbère : ⵎⵓⵃⴰⵎⴷ ⴱⵓⴹⵢⴰⴼ), né le 23 juin 1919 à M'Sila et mort assassiné le 29 juin 1992 à Annaba, est un homme d'État algérien. Il dirige l’Algérie en tant que président du Haut Comité d'État du 16 janvier 1992 à sa mort.
Fonctionnaire de profession, membre fondateur du Front de libération nationale (FLN), un des chefs de la guerre d'indépendance algérienne et membre du Gouvernement provisoire de la République algérienne (GPRA), au poste de ministre d'État de 1958 à 1961 puis vice-président jusqu'en 1962, il entre en opposition contre les premiers régimes mis en place à l'indépendance de son pays, et s'exile durant près de 28 ans au Maroc. Rappelé en Algérie en 1992 en pleine crise politique marquée par la dissolution de l'APN, la proclamation de l'état d'urgence puis la démission du président Chadli Bendjedid le 11 janvier 1992, il participe à la création d'un Haut Comité d'État de cinq membres dont il est élu président, en même temps qu'il est désigné comme chef de l'État le 16 janvier 1992. Il est assassiné quelques mois plus tard lors d'une conférence des cadres à Annaba le 29 juin 1992.

## Biographie

### Militant nationaliste

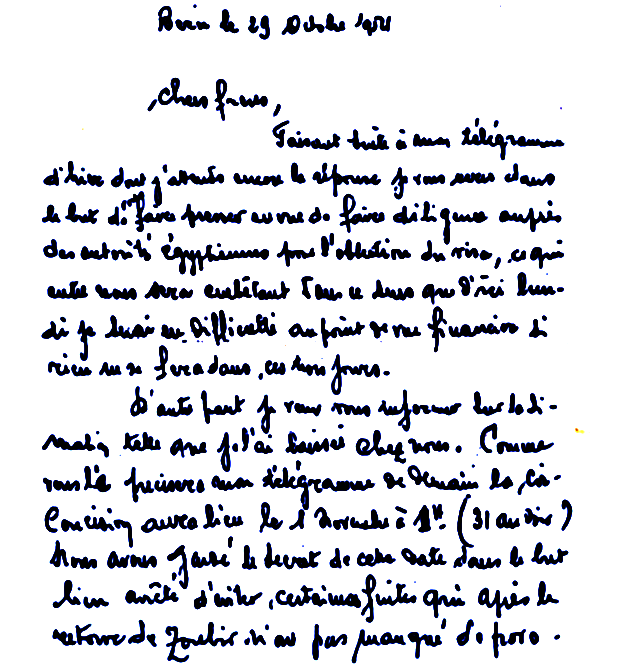
Lettre envoyée par Mohamed Boudiaf aux dirigeants du Caire, Ahmed Benbella, Mohamed Khider et Hocine Ait Ahmed.

Mohamed Boudiaf naît le 23 juin 1919 à M'Sila dans l'actuelle wilaya de M’sila en Algérie, alors départements français. Il est issu de la tribu des Ouled Madhi. Une faction éponyme, les « Ouled Boudhiaf », est citée comme étant d'origine Athbedj et donc Hilalienne. Après avoir effectué ses études à M'sila, il devient fonctionnaire dans l'administration. Adjudant dans l'armée française en 1942 pendant la Seconde Guerre mondiale, il est commis au service des contributions à Djileli, puis est envoyé sur le front en Italie où il participa à la bataille de Monte Cassino, ainsi que Krim Belkacem qui était caporal, Larbi Ben M'Hidi qui était sergent et Rabah Bitat. Cependant ces hommes, qui servaient dans des divisions différentes, ne se connaissaient pas à cette époque. Après les massacres de Sétif de 1945, il s'engage dans les mouvements nationalistes algériens, et adhère au Parti du peuple algérien (PPA) de Messali Hadj, puis participe à la création de l’Organisation spéciale (OS), branche armée secrète du Mouvement pour le triomphe des libertés démocratiques (MTLD). Vers la fin de 1947, il en constitue une cellule pour le département de Constantine. L'OS est démantelée par la police française en 1950, et avec les autres membres dirigeants de l'organisation, il est jugé et condamné par contumace pour ses activités militantes. En 1952, il est muté en France par le MTLD où il milite au sein de la communauté immigrée algérienne.

### Guerre d'Algérie
Il rentre en Algérie en mars 1954. Avec huit autres militants qui devinrent les « chefs historiques du FLN » et ont pour objectif l'indépendance de l'Algérie par la lutte armée, il crée le Comité révolutionnaire d'unité et d'action (CRUA) dont il est élu président, dans une modeste villa du Clos Salambier appartenant à Lyès Deriche[réf. nécessaire].
Après l'échec du CRUA, il fait partie, une nouvelle fois comme coordonnateur général, du « groupe des 22 », qui organise la préparation de la lutte armée désormais certaine. Titulaire de la carte no 1 du Front de libération nationale (FLN), créé pour rassembler dans la lutte les différentes forces nationalistes, il est décidé comme date du déclenchement des « hostilités » le 1er novembre 1954 — date qui marque le début de la guerre d'Algérie.
À l'issue du Congrès de la Soummam, en août 1956 il devient membre du Conseil national de la révolution algérienne (CNRA). Le 22 octobre 1956, il est arrêté, avec d'autres chefs du FLN, par l'armée française à la suite du détournement de l’avion civil marocain qui le menait vers la Tunisie. Il dirige alors depuis sa prison la fédération de France du FLN et est nommé en 1958 ministre d’État du Gouvernement provisoire de la République algérienne (GPRA), à sa création, puis vice-Président en 1961. Il est libéré le 18 mars 1962 après les accords d'Évian.

### Exil politique
À l'indépendance en juillet 1962, il entre en désaccord avec Ben Bella, soutenu par le commandement de l'Armée de libération nationale (ALN) de l'extérieur qui crée un bureau politique du FLN pour remplacer le GPRA. Le 20 septembre 1962, le bureau politique du FLN constitue la première assemblée nationale constituante algérienne et Mohamed Boudiaf fonde en opposition son propre parti, le Parti de la révolution socialiste (PRS). Le 23 juin 1963, il est arrêté sur le pont d'Hydra. Il est incarcéré à Tsabit dans le Sud algérien où il entame une grève de la faim avec ses compagnons de cellule. Il est détenu avec trois autres prisonniers dont Mohand Akli Benyounes durant plusieurs semaines avant d'être transféré à Saïda, où il retrouve Salah Boubnider en prison. Il réussit à faire passer une lettre à sa famille dans laquelle il dénonce sa séquestration ; l'affaire est médiatisée. Il est transféré une dernière fois près de Sidi Bel Abbès. L'exil vers la Suisse lui est proposé mais il refuse. Il prend position contre la nouvelle constitution et la politique du régime. Condamné à mort en 1964 par le régime Ben Bella, il quitte l'Algérie et rejoint la France puis le Maroc. Il œuvre au sein de son parti et à partir de 1972, il donne plusieurs conférences en France et au Maroc pour exposre son projet politique pour l'Algérie. Il anime la revue El Jarida. Dans son livre Où va l'Algérie, il livre un témoignage lucide sur l'après-indépendance et la prise du pouvoir par les militaires, et résume ses propositions politiques. En 1979, après la mort de Houari Boumédiène, il dissout le PRS et se consacre à ses activités professionnelles en dirigeant une briqueterie à Kénitra au Maroc.

### Retour en Algérie
Dans le cadre des événements de janvier 1992 en Algérie, après la démission du président Chadli Bendjedid (au soir du 11 janvier), il revient en Algérie le 16 janvier 1992. Alors que le FIS, parti islamiste, emporte une large majorité au 1er tour des élections législatives, Chadli Bendjedid, après avoir dissous l'Assemblée nationale et laissé un vide constitutionnel, démissionne sous la pression des janviéristes et le Haut conseil de sécurité (HCS) annule les élections. Mohamed Boudiaf est rappelé en Algérie pour devenir le président du Haut Comité d'État, et investi à titre provisoire des pouvoirs de chef de l'État. Par son long exil, il apparaissait en effet, paradoxalement, comme un homme neuf, non impliqué dans les tribulations du régime algérien et donc susceptible de sortir le pays de l’impasse. Souhaitant une Algérie démocratique tournée vers la modernité, il disait vouloir mettre fin à la corruption qui gangrenait l'État.
En juin 1992, il lance un nouveau parti politique, le Rassemblement patriotique national. Au même moment, il envisage de limoger le général Mohamed Mediène, le chef du gouvernement Sid Ahmed Ghozali et de lancer une purge anticorruption.

### Assassinat
Le 29 juin 1992, Mohamed Boudiaf est assassiné au cours d'une conférence des cadres qu'il tenait dans la ville d'Annaba. À onze heures du matin, le sous-lieutenant du Groupement d'intervention spécial (GIS), Lambarek Boumaarafi, après avoir lancé une grenade pour faire diversion, tire sur le président à bout portant et le tue. L'évacuation du président prend du retard. Alors que l'ambulance présidentielle n'est pas disponible, il est évacué par une ambulance de la protection civile puis transféré dans l'ambulance présidentielle. De là, il est transporté par avion vers Alger. Alors que l'avion n'obtient pas d'autorisation d'atterrissage, il atterrit finalement à Boufarik. Le président meurt lors du trajet, et sa mort est annoncée à 13 h.
Lors de ses funérailles, des participants conspuent les généraux janviéristes et les qualifient de « harkis », et s'en prennent aux véhicules de nombreux ministres.
La motivation de son assassinat est sujette à controverse, entre la piste d’une action isolée commise par un militaire ayant des sympathies islamistes et celle d’un complot plus vaste impliquant des généraux de l'armée. 
Sans faire la lumière sur l'assassinat de Boudiaf, la commission d’enquête instituée par le gouvernement algérien écarte la thèse de l’« action isolée » d’un officier de l’armée ayant agi pour des motifs strictement religieux. Nacer Boudiaf est convaincu que son père a été assassiné avec la bénédiction de François Mitterrand , ce dernier ayant été accusé par l'ancien hebdomadaire Algérie-Actualité d'être derrière l'assassinat.
L'hypothèse de l'implication de Larbi Belkheir dans l'attentat contre Mohamed Boudiaf  est aussi avancée. En effet, Mohamed Boudiaf a fait ouvrir un dossier de corruption concernant la vente de matériel militaire par l'entreprise française Thomson où Larbi Belkheir est impliqué. Mohamed Boudiaf a demandé que les bénificiaires de commissions illégales sur des exportations soit mis à jour. De plus dans le cadre du conflit concernant le Sahara occidental, l'armée suspectait Mohamed Boudiaf d'être trop favorable aux positions marocaines,.
En juin 1995, Lambarek Boumaarafi est condamné à mort par la Cour criminelle d'Alger. La famille du président Mohamed Boudiaf conteste la thèse officielle de l'acte isolé d'un « fanatique religieux », émet des doutes sur la culpabilité de Lambarek Boumaarafi et refuse d'assister au procès. Après sa condamnation Lambarek Boumaarafi  déclare au tribunal : « Tout de même, je reconnais que vous avez, Monsieur le Président et Monsieur le Procureur, mené à bien cette pièce de théâtre. »

## Œuvre
- Où va l'Algérie ? (essai), Éditions de l'Étoile, Paris, 1964, 208 p.
- La préparation du 1er novembre suivie de Lettre ouverte aux Algériens (autobiographie), El Jarida, Paris, 1976, 94 p.

## Décorations
- Croix de guerre 1939–1945
- Médaille militaire